# Золоторевский, Вадим Семёнович
Вадим Семенович Золоторевский (8 января 1937 – 6 апреля 2019) — советский и российский учёный-металлург, специалист в области металловедения цветных металлов и сплавов, один из основателей отечественной школы алюминиевых сплавов. Доктор технических наук, профессор кафедры металловедения МИСиС. Лауреат Премии Совета Министров СССР, Заслуженный работник высшей школы Российской Федерации.

## Биография
Вадим Семенович Золоторевский родился 8 января 1937 года в Москве. В 1954-1959 гг. - студент Московского института цветных металлов и золота. После окончания института работал зав. лабораторией кафедры металловедения МИЦМиЗ. С 1962 года - ассистент кафедры металловедения цветных металлов МИСиС, позже доцент той же кафедры. С 1980 г . - профессор, с 1991 по 2008 год - заведующий кафедрой. С 2008 г. по настоящее время - профессор кафедры МЦМ МИСиС.

## Научная и преподавательская деятельность
В.С. Золоторевский - специалист в области металловедения цветных (в первую очередь алюминиевых) сплавов. В университете курирует научное направление, связанное с металловедением алюминиевых сплавов.
Член Диссертационных советов МИСиС и ФГУП «ВИАМ», член редколлегии журнала «Известия вузов. Цветная металлургия». Член Аmerican Society of Materials.
Основные публикации:
- Новиков И.И., Золоторевский В.С. Дендритная ликвация в сплавах. М., Наука, 1966.
- Золоторевский В.С. Структура и прочность литых алюминиевых сплавов. М.Металлургия, 1981.
- Золоторевский В.С. Механические свойства металлов и сплавов. 3-е изд. М., МИСиС. 1998.
- Пригунова А.Г., Белов Н.А., Таран Ю.Н., Золоторевский В.С., Напалков В.И., Петров С.С. Силумина. Атлас микроструктур и фрактограмм. Под ред. Ю.Н.Тарана, В.С.Золоторевского. М., МИСиС, 1996.
- В.С.Золоторевский, Н.А.Белов. Металловедение литейных алюминиевых сплавов. М., МИСиС, 2005.
- V.S.Zolotorevsky, N.A.Belov, M.V.Glazoff. «Casting Aluminum Alloys», Elsevier, 2007.
- И.И.Новиков, В.С.Золоторевский, В.К. Портной и др./ Под ред. В.С.Золоторевского, Металловедение, том 1 и том 2, М. МИСиС, 2009.

## Признание
В.С. Золоторевский - заслуженный работник высшей школы Российской Федерации, лауреат Премии Совета Министров СССР.